# Gorno Cerkoviște, Stara Zagora
Gorno Cerkoviște (în bulgară Горно Черковище) este un sat în comuna Kazanlăk, regiunea Stara Zagora,  Bulgaria. 

## Demografie
Componența etnică a satului Gorno Cerkoviște
     Romi (23,43%)
     Bulgari (67,83%)
     Nicio identificare (8,73%)
     Altele (0%)
La recensământul din 2011, populația satului Gorno Cerkoviște era de 1.374 locuitori. Din punct de vedere etnic, majoritatea locuitorilor (67,83%) erau bulgari, cu o minoritate de romi (23,43%). Pentru 8,73% din locuitori nu este cunoscută apartenența etnică.